# Nitramide
Een nitramide is een chemische verbinding met de formule {\displaystyle {\ce {H2NNO2}}}. Op basis van zijn molecuulformule kan de stof beschouwd worden als een dimeer van hyposalpetrigzuur.
Organische derivaten, waarin één of beide waterstofatomen door organische groepen vervangen zijn, worden nitroamines genoemd. Deze groep verbinding wordt veel toegepast als explosief. Voorbeelden zijn: RDX en HMX.

## Structuur
In essentie is het molecuul een directe koppeling van een aminogroep (-NH2) met een nitrogroep (-NO2). In de gasfase is het molecuul niet vlak, als gekristalliseerde vaste stof is het molecuul wel vlak.

## Synthese
De oorspronkelijke synthese van Thiele en Lachman van nitramide was een vierstapssynthese met als laatste de solvolyse van kaliumnitrocarbamaat:
{\displaystyle {\ce {KOCN\ +\ HCl\ +\ C2H5OH\ \longrightarrow \ H2NCOOC2H5\ +\ KCl}}}
{\displaystyle {\ce {H2NCOOC2H5\ +\ C2H5ONO2\ +\ NH3\ +\ H2O\ \longrightarrow \ O2NNHCOONH4}}}
{\displaystyle {\ce {O2NNHCOONH4\ +\ 2\,KOH\ \longrightarrow \ O2NNKCOOK\ +\ NH3\ +\ 2\,H2O}}}
Zowel het ammonium-ion als het waterstof-atoom aan de centrale stikstof wordt vervangen.
{\displaystyle {\ce {O2NNKCOOK\ +\ 2\,H2SO4\ \longrightarrow \ H2NNO2\ +\ CO2\ +\ 2\,KHSO4}}}
Andere syntheseroutes zijn:
- Op basis van nitrocarbamidezuur:

{\displaystyle {\ce {O2NNHCO2H\ ->\ O2NNH2/+\ CO2}}}
- Op basis van natriumsulfaminaat en salpeterzuur:

{\displaystyle {\ce {Na(SO3NH2)\ +\ HNO3\ ->\ O2NNH2\ +\ NaHSO4}}}
- Op basis van distikstofpentaoxide met twee equivalenten ammoniak.

{\displaystyle {\ce {N2O5\ +2\,NH3\ ->\ O2NNH2\ +\ NH4NO3}}}

## Organische nitramides

Onder de naam nitramines is een groep organische verbindingen bekend die vooral als explosief worden toegepast. Ze worden gesynthetiseerd via een nitrolyse van de overeenkomstige amines, zoals RDX uit hexamethyleentetramine.